# Station Fontaine-Bonneleau
Station Fontaine-Bonneleau is een spoorwegstation in de Franse gemeente Fontaine-Bonneleau. Het station is gesloten.